# Tomašica (Prijedor)
Tomašica (szerbül: Томашица), falu Bosznia-Hercegovinában, Bosanska krajina területén, Prijedor községben, a Szerb Köztársaságban. 

## Fekvése
Bosznia-Hercegovina északnyugati részén, Banja Lukától légvonalban 34, közúton 51 km-re nyugatra, községközpontjától légvonalban 13, közúton 18 km-re délre, 200 – 300 méteres tengerszint feletti magasságban, a Szana folyó jobb partjától keletre elterülő dombvidéken fekszik. Több településrészből áll.

## Népessége
| Nemzetiségi csoport | Népesség 1991 | Népesség 2013 |
| ------------------- | ------------- | ------------- |
| Szerb               | 688           | 478           |
| Bosnyák             | 0             | 0             |
| Horvát              | 160           | 33            |
| Jugoszláv           | 36            | 0             |
| Egyéb               | 24            | 7             |
| Összesen            | 908           | 518           |

## Története
A vasérc bányászata és vastermelése Ljubija térségében a vaskor legeleje óta, több mint kétezerötszáz éven át folyt. A föníciaiak aranyat és ezüstöt, majd vasat keresve a Földközi-tenger partja mentén minden ércekben gazdag területre eljutottak, és így érkeztek erre a vidékre is. Bányákat és kohókat építettek, amelyek technológiája ugyan primitív volt, de a kornak megfelelő szinvonalú. Munkaerőként a helyi lakosság szolgált. Az érceket rejtő területek erdőkben, vízfolyásokban is gazdagok voltak, mellettük pedig bányásztelepülések jöttek létre. Salaklerakódásokat és az ősi bányászat nyomait e vidék számos helyén megtalálták, így Tomašicán is. A térség bányaszati központja Ljubija volt, ahol, amint azt az ott előkerült négy római oltár is mutatja a bányászok kultikus központja is állt. Ljubija katolikus plébániája valószínűleg már a középkorban is létezett. Egyes történészek azt feltételezik, hogy a mai Ljubija területén volt az az „in antiquo Foro”, melynek Mindenszentek templomát Ivan goricai főesperes már 1334-ben említi a zágrábi egyházmegye statutumában, de erre nincs konkrét bizonyítékunk. A bányászat az oszmán korban is folytatódott.
A település 1878-ig tartozott az Oszmán Birodalomhoz, ekkor a berlini kongresszus határozata alapján az Osztrák-Magyar Monarchia része lett. 1910-ben a Prijedori járáshoz tartozó településen 122 háztartást, 584 ortodox, 6 muszlim, 159 római katolikus és 5 görög katolikus lakost találtak. Bosznia-Hercegovina 1878-as megszállása után az osztrák-magyar hatóságok a Bosznia-Hercegovinában található összes ásványkincset állami tulajdonnak nyilvánították. Nyomozómunkába kezdtek a készletek meghatározása és a kiaknázási lehetőségek vizsgálata érdekében. A szakértők közül kiemelkedett Dr. Kacer geológus, aki rámutatott a Ljubija térségében található jelentős mennyiségű vasércre és kiaknázásának előnyeire. Becslések szerint a készletek körülbelül 20 millió tonnát tettek ki, és a ljubljanai érc kevés káros szennyeződést tartalmazott, emiatt nagyon könnyen megolvad a kemencékben. Az első bányát 1916-ban nyitották meg az Osztrák-Magyar Monarchia háborús szükségletei miatt a Ljubija melletti Javorik-hegyen, így az 1916-os évet tekintik a vasérc ipari kitermelése kezdetének a térségben.
A monarchia szétesésével 1918-ban előbb a Szerb-Horvát-Szlovén Királyság, majd 1929-től a Jugoszláv Királyság része. 1921-ben a községnek 143 háztartása és 751 lakosa volt. Prijedor városától délnyugatra, délkeletre és keletre, 14-25 kilométeres távolságra három kiépített bánya található: „Ljubija”, „Tomašica” és „Omarska”. A körülbelül 1200 km²-es érctartalmú terület, azaz a Szana-Una paleozoikum a Novi Grad - Prijedor - Bronz Maidan, a Sansko Most és a Budimlić Japra közötti területet foglalja magában. Ez a terület máig kevéssé kutatott, és további kutatások alapját képezi. 1992-ig a ljubijai bányák, köztük a tomašicai vasébánya, voltak a vasérc fő szállítói Jugoszlávia acéltermelő kapacitásához.  Jugoszlávia megszállása után a falu a Független Horvát Állam (NDH) része lett. 
1945-től a település a szocialista Jugoszlávia része volt, 1963-ig Omašica községhez tartozott. A boszniai háború idején a település a Boszniai Szerb Köztársasághoz tartozott. 1992. július 20-tól kezdődően a Boszniai Szerb Köztársaság hadserege (VRS) megtámadta a Szana bal partjának bosnyák falvait. Akik túlélték a mészárlásokat, azok az Omarska, a Keraterm és a Trnopolje koncentrációs táborokba kerültek. További 1800 főtt szállítottak ideiglenes fogolytáborokba, Prijedorba, Miska Glavába és a ljubijai focipályára. Az itt szétvállogatott foglyok egyik részét ezután kivégzőhelyekre szállították. Ezek egyike a tomašicai bánya területén volt. Bosanska Krajina és valószínűleg az egész ország egyik legnagyobb tömegsírja található Tomašicában, ahol három különböző helyszínen összesen 469 ember maradványait ásták ki. A daytoni békeszerződést követő területfelosztásnál a település Prijedor község részeként a Szerb Köztársaság területéhez került.
2013 októberében az Eltűnt Személyek Nemzetközi Bizottsága (ICMP) fedezte fel a faluban a bosznia-hercegovinai háború egyik legnagyobb tömegsírját, ahol szemtanúk szerint a sírban körülbelül ezer, szerbek által megölt bosnyák és horvát áldozat található. 2013. november 7-ig az exhumált férfiak, nők és gyermekek maradványainak száma 430 volt. 2014. július 19-én 284 áldozatot temettek el, akiket korábban a šejkovačai nyomozóközpontban azonosítottak. A volt Jugoszláviával foglalkozó nemzetközi büntetőtörvényszék (ICTY) bizonyítékokat gyűjt Tomašica környékéről, hogy esetlegesen felhasználhassa őket az ügyészségnél. Az ICTY eddig 16 boszniai szerbet ítélt, összesen 230 év börtönre Tomašicában elkövetett háborús bűnök miatt.

## Nevezetességei
- Ostrogi Szent Vaszilij tiszteletére szentelt pravoszláv temploma

## Fordítás
- Ez a szócikk részben vagy egészben  a   Tomašica (Prijedor) című bosnyák Wikipédia-szócikk ezen változatának fordításán alapul.  Az eredeti cikk szerkesztőit annak laptörténete sorolja fel. Ez a jelzés csupán a megfogalmazás eredetét és a szerzői jogokat jelzi, nem szolgál a cikkben szereplő információk forrásmegjelöléseként.